# دیمیتار بوروف
دیمیتار بوروف (انگلیسی: Dimitar Burov؛ زادهٔ ۳۱ اوت ۱۹۹۷) بازیکن فوتبال اهل بلغارستان است.
وی همچنین در تیم ملی فو تبال زیر 19 سال بلغارستان بازی کرده است.